# Isaac d'Alexandrie
Isaac d'Alexandrie fut patriarche melkite d'Alexandrie d'aout-septembre 941 à 954.